# فرودگاه دوماتوبین
فرودگاه دوماتوبین (به انگلیسی: Dumatubin Airport) یک فرودگاه همگانی و نظامی با کد یاتا LUV است که یک باند فرود بتن دارد و طول باند آن ۱۳۰۰ متر است. این فرودگاه در کشور اندونزی قرار دارد و در ارتفاع ۳ متری از سطح دریا واقع شده است.